# 2-叔丁基吡啶
2-叔丁基吡啶是一种杂环化合物，化学式为C9H13N。它可由吡啶和叔戊酸、硝酸银、过硫酸铵在硫酸中的自由基Minisci反应制得。
它和碘甲烷反应，可以得到1-甲基-2-叔丁基吡啶碘化物。